# Diederik Samsom
Diederik Maarten Samsom (ur. 10 lipca 1971 w Groningen) – holenderski polityk, deputowany do Tweede Kamer, lider Partii Pracy (PvdA) od 2012 do 2016.

## Życiorys
Diederik Samsom urodził się w 1971 w Groningen, jednakże wychował się i dorastał w Leeuwarden, gdzie uczęszczał do miejskiego gimnazjum Stedelijk Gymnasium. Od 1989 do 1997 studiował na Uniwersytecie Technicznym w Delfcie, specjalizując się w dziedzinie fizyki jądrowej.
W czasie studiów zaangażował się w działalność na rzecz ochrony środowiska, we wrześniu 1995 został wolontariuszem Greenpeace Nederland. Do grudnia 2001, kiedy opuścił szeregi organizacji, uczestniczył w krajowych i międzynarodowych projektach dotyczących zmian klimatu i pozyskiwania energii. Rozpoczął następnie własną działalność gospodarczą, stojąc od sierpnia 2002 do stycznia 2003 na czele firmy Echte Energie, zajmującej się pozyskiwaniem odnawialnych źródeł energii.
Do Partii Pracy po raz pierwszy należał podczas studiów, jednakże w późniejszym okresie zaprzestał partyjnej działalności. Ponownie do struktur PvdA przystąpił w lutym 2001. Bez powodzenia ubiegał się o mandat deputowanego w wyborach parlamentarnych z 15 maja 2002, w których PvdA straciła połowę miejsc w parlamencie. Mandat deputowanego do Tweede Kamer uzyskał w kolejnych, przedterminowych wyborach parlamentarnych z 22 stycznia 2003, obejmując go 30 stycznia tegoż roku. W kolejnych wyborach w 2006 i 2010 uzyskiwał reelekcję.
W lutym 2012, po rezygnacji ze stanowiska lidera PvdA przez Joba Cohena, jako jeden z pierwszych zgłosił swoją kandydaturę na jego następcę. W partyjnych prawyborach 16 marca 2012 zdobył 54% głosów delegatów, pokonując czterech rywali, w tym drugiego Ronalda Plasterka (32% głosów). 20 marca 2012 oficjalnie objął stanowisko lidera partii i przewodniczącego jej klubu poselskiego. 4 maja 2012 został lijsttrekkerem, liderem listy Partii Pracy przed wyborami parlamentarnymi zaplanowanymi na 12 września 2012. W wyborach tych ponownie wszedł do niższej izby Stanów Generalnych. W grudniu 2016 nowym liderem Partii Pracy w jego miejsce został Lodewijk Asscher.